# Adamantium
Adamantium (z gr. ἀδάμας adamas dopełniacz ἀδάμαντος adamantos 'niezniszczalny' i łac. -ium końcówka rodzaju nijakiego) – fikcyjny, prawie niezniszczalny stop metalu, często wykorzystywany w świecie superbohaterów stworzonym przez Marvel Entertainment.
Najbardziej znanym z bohaterów związanym z Adamantium jest Wolverine, który w czasie załamania psychicznego wyjechał do Jukonu, gdzie dobrowolnie uczestniczył w eksperymencie, w którym naukowcy programu Weapon X zespolili ciekłe Adamantium z jego szkieletem oraz szponami.
Po raz pierwszy terminu Adamantium użyto w komiksie z serii "Avengers" nr 66 (z lipca 1969), w którym odnosi się do zewnętrznego pancerza Ultrona.
Słowo jest pseudo-łacińskim neologizmem pochodzącym od wyrazu "adamant". Przymiotnik "adamantowy" w języku angielskim stosuje się w odniesieniu do rzeczy nie do zdobycia, diamentowej twardości lub opisywania bardzo mocnej, zdecydowanej i nieugiętej postawy.
Istnieje związek chemiczny o nazwie adamantan, od którego nazwę wzięła grupa wydawnicza Adamantan.